# 孔比纳杜
孔比纳杜是巴西托坎廷斯州的一个市镇。总面积209.613平方公里，总人口4878人，人口密度23.3人/平方公里。